# Bulbophyllum ikongoense
Bulbophyllum ikongoense là một loài phong lan thuộc chi Bulbophyllum.